# Adiuwant (immunologia)
Adiuwant, adjuwant (od łac. adiuvare, pomagać, wzmacniać) – substancja powodująca wzmocnienie poszczepiennej odpowiedzi odpornościowej na podany antygen. Adiuwanty stosowane są zarówno w badaniach naukowych, jak i w medycynie, na przykład w celu zwiększenia skuteczności szczepionek. Idealny adiuwant nie powinien wywoływać odpowiedzi swoistej względem siebie. Termin adiuwant został wprowadzony w 1926 roku przez Gastona Ramona.
Mechanizm działania adiuwantów, ze względu na ich różny charakter chemiczny, nie jest ściśle określony, wydaje się natomiast, że jedną z głównych ich właściwości jest spowolnienie uwalniania antygenu. Według teorii niebezpieczeństwa adiuwanty mogą także dostarczać sygnału niebezpieczeństwa, dzięki czemu nawet antygeny, względem których odpowiedź odpornościowa normalnie nie zachodzi, mogą zostać „zauważone” przez układ odpornościowy.
W ogólności adiuwanty można podzielić na adiuwanty pochodzenia bakteryjnego (przykładowo kompletny adiuwant Freunda, lipid A, dipeptyd muramylowy, endotoksyna) oraz niebakteryjnego (wodorotlenek glinu, fosforan glinu, fosforan wapnia, witamina A, ISCOM, MF-59, liposomy).